# St. Clemens (Brackel)

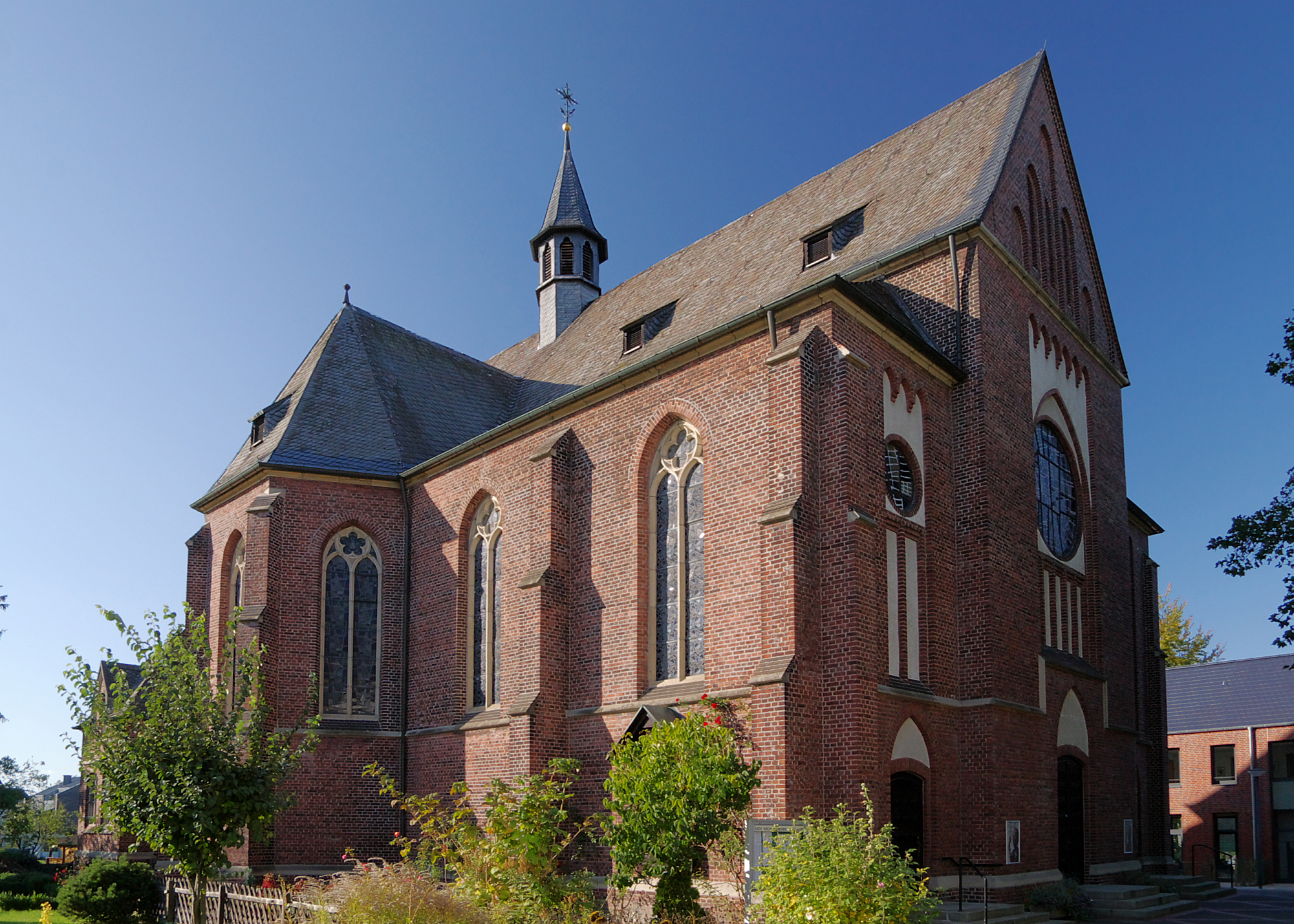

Die römisch-katholische Kirche St. Clemens ist eine Pfarrkirche der gleichnamigen Gemeinde im Dortmunder Stadtteil Brackel. Die in den Jahren 1912 bis 1913 erbaute Kirche steht mitsamt des angrenzenden Pfarrhauses unter Denkmalschutz. Gemeinsam mit den Pfarreien St. Nikolaus von Flüe in Neuasseln, St. Joseph in Asseln und Vom göttlichen Wort in Wickede bildet die Gemeinde den Pastoralen Raum Dortmund-Ost.
An das Kirchengebäude grenzt das ebenfalls denkmalgeschützte Pfarrhaus aus dem Jahre 1909 an, in dem sich auch das Pfarrbüro befindet. Auf dem Kirchengelände befindet sich überdies das nach Franz Stock benannte Gemeindezentrum „Franz-Stock-Haus“ sowie das Katholische Familienzentrum Dortmund-Brackel mit Kindertagesstätte. Zur Pfarrei gehört ferner die Kolpingsfamilie Dortmund-Brackel.
Zu den bekanntesten Veranstaltungen der Gemeinde zählt der Christkindlmarkt, der alljährlich am ersten Adventssonntag stattfindet. Der etwa durch den Verkauf von Glühwein sowie Kaffee und Kuchen erzielte Erlös kommt wohltätigen Zwecken zugute.

## Geschichte
Nachdem Brackel nach Einführung der Reformation durch Arent Rupe 1554 evangelisch geworden war, kamen im Zuge der Industrialisierung Mitte des 19. Jahrhunderts wieder katholische Familien nach Brackel. Diese gehörten formal der Propsteigemeinde in Dortmund an, wurden aber durch St. Clara in Hörde betreut. Seit 1884 gab es eine neu gegründete Missionspfarrei im nahe gelegenen Asseln, die zunächst aber zur Pfarrei Kurl gehörte, während Brackel formal zur Pfarrei in Hörde gehörte. Nachdem die Asselner Missionspfarrei 1895 Eigenständigkeit erlangte, wurde Brackel 1896 zur Asselner Pfarrei umgepfarrt. 1904 beantragte Pfarrer Karl Krekeler bei der bischöflichen Behörde, für die rund 1.500 Brackeler Katholiken einen eigenen Seelsorger zu stellen. Diese genehmigte den Antrag unter der Bedingung, dass ein geeigneter Raum für die Messe zur Verfügung stehe. Daraufhin pachtete die Gemeinde einen Saal für den Gottesdienst in der Gastwirtschaft Budde am Brackeler Hellweg, heute bekannt als Gasthof „Zur alten Post“.
Bereits 1906 erwarb die Gemeinde das Baugrundstück, das sog. Althüsersche Grundstück an der damaligen Lünener Straße und heutigen Flughafenstraße, auf dem 1908 zunächst das Pfarrhaus errichtet wurde. 1909 erhob das Bischöfliche Generalvikariat die Brackeler Gemeinde offiziell zur Filialkirchengemeinde. Der erste Spatenstich zum Kirchbau fand am 5. September, die feierliche Grundsteinlegung am 27. Oktober 1912 statt. Die feierliche Eröffnung bzw. Benediction erfolgte durch Pfarrer Krekeler nach Abschluss der Arbeiten am 19. Oktober 1913. 1913 erwarb die Gemeinde das nördlich an die Kirche angrenzende Grundstück, auf dem heute das Franz-Stock-Haus steht.
Infolge von Umpfarrungen war St. Clemens seit 1915 nicht mehr Filialgemeinde von Asseln, sondern der Propsteigemeinde Dortmund. Während des 1. Weltkriegs musste die Gemeinde eine Kirchenglocke von ca. 170 kg gegen Entschädigung für die Rüstungsindustrie abliefern. 1919 erlangte die Gemeinde schließlich ihre Unabhängigkeit als eigene Pfarrgemeinde Dortmund-Brackel. 1923/24 war die Gemeinde von der Ruhrbesetzung betroffen, da die neugeschaffene Grenze durch Brackel verlief und einen Teil des Gemeindegebiets von der Kirche abschnitt. Auch die neue Glocke soll zunächst mit Zollforderungen versehen im Bahnhof Asseln gestrandet, dann aber per Bahn über die Bahnhöfe Kurl und Scharnhorst in das besetzte Brackel geschmuggelt worden sein. Während des 2. Weltkriegs war die Tätigkeit der Gemeinde erschwert: So wurden etwa gemeindliche Druckerzeugnisse verboten und Bücher aus der Gemeindebibliothek („Borromäus-Bibliothek“) entfernt. Bei einem Bombenangriff am 28. Januar 1945 wurden sämtliche Kirchenfenster zerstört.
Im Jahr 1952 wurden Teile der Kirche, insbesondere die Sakristei, renoviert. 1963 wurde das (erste) Gemeindehaus Franz-Stock-Heim eingeweiht, das 2008 abgerissen und durch einen Neubau – nunmehr Franz-Stock-Haus – ersetzt wurde. 1964 beschloss der Kirchenvorstand die Abpfarrung des südlichen Teil des Gemeindegebiets, in dem sich die Funkturmsiedlung befindet. Das Gebiet wird der neu gegründeten Gemeinde Nikolaus von Flüe zugewiesen. 1970 wurde der Altarraum im Zuge der Reformen des Zweiten Vatikanischen Konzils umgestaltet. 1988 wurde die Orgel umfassend renoviert und eine neue Orgelempore geschaffen. Seit 2001 besteht der Pastoralverbund mit St. Nikolaus von Flüe, zunächst als Pastoralverbund Dortmund-Brackel, seit Juli 2004 als Pastoralverbund Dortmund-Brackel-Neuasseln. Mit Pastoralvereinbarung vom März 2012 hat St. Clemens mit St. Nikolaus von Flüe, St. Joseph und Vom Göttlichen Wort den Pastoralen Raum Dortmund-Ost gegründet.
Die KAB St. Clemens löste sich nach 113 Jahren ihres Bestehens im Jahr 2019 auf, da keine Nachfolger für den Vorstand gefunden werden konnten.